# Карлен, Адам
Адам Эрик Карлен (швед. Adam Erik Carlén; род. 27 июня 2000, Мариестад, Вестра-Гёталанд) — шведский футболист, полузащитник нидерландского клуба «Эксельсиор».

## Клубная карьера
Начинал заниматься футболом в клубе «Мариестад», где прошёл путь от детской команды до основы. 29 августа 2015 года в 15-летнем возрасте дебютировал за основную команду в матче четвертого шведского дивизиона с «Элмер-Фоглумом». Это был его единственный матч в сезоне, по итогам которого клуб поднялся дивизионом выше. В следующем сезоне Карлен принял участие ещё в четырех матчах команды.
В 2017 году игрок перебрался в «Дегерфорс», где начал выступать за юношеские команды. 2 августа 2019 года подписал с клубом профессиональный контракт, рассчитанный на три с половиной года. На следующий день дебютировал за основную команду клуба в Суперэттане, выйдя в стартовом составе на домашний матч с «Варбергом». В сезоне 2020 года принял участие  в 29 матчах клуба в Суперэттане, в которых забил 2 мяча. В итоговой турнирной таблице «Дегерфорс» занял второе место и завоевал путёвку в Аллсвенскан на будущий сезон. 12 апреля 2021 года сыграл Карлен провёл свою первую игру в чемпионате Швеции, отыграв весь матч против АИК. 3 июля забил свой первый гол за клуб на высшем уровне, отличившись во втором тайме встречи с «Эстерсундом».

## Достижения
Дегерфорс
- Серебряный призёр Суперэттана: 2020

## Клубная статистика
| Выступление      | Выступление      | Выступление      | Лига | Лига | Кубки | Кубки | Конт. кубки | Конт. кубки | Итого | Итого |
| Клуб             | Лига             | Сезон            | Игры | Голы | Игры  | Голы  | Игры        | Голы        | Игры  | Голы  |
| ---------------- | ---------------- | ---------------- | ---- | ---- | ----- | ----- | ----------- | ----------- | ----- | ----- |
| Мариестад        | Дивизион 4       | 2015             | 1    | 0    | 0     | 0     | 0           | 0           | 1     | 0     |
| Мариестад        | Дивизион 3       | 2016             | 4    | 0    | 0     | 0     | 0           | 0           | 4     | 0     |
| Мариестад        | Итого            | Итого            | 5    | 0    | 0     | 0     | 0           | 0           | 5     | 0     |
| Дегерфорс        | Суперэттан       | 2019             | 13   | 1    | 1     | 1     | 0           | 0           | 14    | 2     |
| Дегерфорс        | Суперэттан       | 2020             | 29   | 2    | 3     | 1     | 0           | 0           | 32    | 3     |
| Дегерфорс        | Аллсвенскан      | 2021             | 16   | 1    | 1     | 0     | 0           | 0           | 17    | 1     |
| Дегерфорс        | Итого            | Итого            | 58   | 4    | 5     | 2     | 0           | 0           | 63    | 6     |
| Всего за карьеру | Всего за карьеру | Всего за карьеру | 63   | 4    | 5     | 2     | 0           | 0           | 68    | 6     |